# Havering
Pronunciação
Havering é um borough da Região de Londres, na Inglaterra. Sua população é de 245 974 habitantes.